# Eastbourne International 2024
Eastbourne International 2024 — тенісний турнір, що проходив на трав'яних кортах у місті Істборн, Велика Британія з 24 червня до 1 липня. Належав до категорій ATP 250 та WTA 500.

## Фінальна частина

### Чоловіки, одиночний розряд
Тейлор Фріц —  Макс Перселл 6–4, 6–3

### Жінки, одиночний розряд
Дарія Касаткіна —  Лейла Фернандес 6–3, 6–4

### Чоловіки, парний розряд
Ніл Скупскі /  Майкл Вінус —  Меттью Ебден /  Джон Пірс (тенісист) 4–6, 7–6(7–2), [11–9]

### Жінки, парний розряд
Людмила Кіченок /  Олена Остапенко —  Габріела Дабровскі /  Ерін Рутліфф 5–7, 7–6(7–2), [10–8]